# Obedient Wives Club
Der Obedient Wives Club (OWC), zu Deutsch etwa „Club der gehorsamen Ehefrauen“, ist eine aus Malaysia stammende Verbindung, die nach eigenen Angaben das Ziel verfolgt, harmonischere Familien zu fördern, indem sie Frauen richtiges Verhalten lehrt.
Der international angelegte Zusammenschluss zeichnet sich durch eine sehr konservativ-unterwürfige Haltung der Frau gegenüber ihrer Familie und besonders ihrem Ehemann aus.
Die Organisation besteht aus weltweit etwa 3000 Mitgliedern in Malaysia und anderen südostasiatischen Ländern wie Indonesien und Singapur, ist aber auch in Australien, Kasachstan und Jordanien aktiv. Die in Malaysia unter Beobachtung stehende Gruppierung hat im Jahr 2011 die Kopforganisation nach Mekka verlegt.
2011 veröffentlichte der Club ausschließlich für seine Mitglieder das Buch Islamic Sex, Fighting Jews to Return Islamic Sex to the World; allerdings wurden Einzelheiten daraus publik, und durch die darin propagierten Verhaltensregeln für eine gehorsame Ehefrau geriet die Organisation vor allem im Internet stark in die Kritik. Besonders die Formulierung, dass eine Ehefrau sich ihrem Mann gegenüber als „erstklassige Prostituierte“ zu verhalten habe, sorgte dabei für Empörung nicht nur unter Muslimen, sondern vor allem unter Feministinnen weltweit.
Obwohl die Organisation sich auf den islamischen Glauben beruft, sind Angehörige anderer Religionen ausdrücklich willkommen.